# Songlingornithidae
Famille
Genres de rang inférieur
- † Piscivoravis
- † Songlingornis
- † Yanornis
- † Yixianornis

Synonymes
- Yanornithidae Zhou & Zhang, 2001
- Aberratiodontuidae Gong, Hou & Wang, 2004
- Yixianornithidae Zhang & Zhou, 2006

Les Songlingornithidae constituent une famille éteinte d'oiseaux ornithuromorphes. La plupart des spécimens connus proviennent du Crétacé inférieur chinois, de la province du Liaoning, au nord-est du pays. Ceux-ci ont été découverts dans la formation de Jiufotang, datant du début de l'âge Aptien, il y a environ 120 millions d'années.
La famille des Songlingornithidae, ou songlingornithidés en français, a été nommée pour la première fois par L. H. Hou en 1997 pour contenir le genre type Songlingornis. Clarke et al. (2006) a été le premier à trouver une relation étroite entre Songlingornis et les « yanornithidés ».
Le nom a été inventé à l'origine pour refléter une relation étroite entre les deux fossiles d'oiseaux prétendument similaires (mais mal conservés), des genres Songlingornis et Chaoyangia. Cependant, des études ultérieures ont révélé que Chaoyangia n'était probablement pas étroitement lié à Songlingornis. Au lieu de cela, Songlingornis s'est avéré être étroitement apparenté à un autre groupe qui avait reçu le nom de Yanornithidae — le nom Songlingornithidae, ayant été nommé en premier, a eu la priorité —. Plusieurs études plus récentes ont montré que les hongshanornithidés sont probablement aussi des membres de ce groupe,. Au moins une étude a révélé que l’oiseau mongol du Crétacé supérieur, Hollanda, faisait partie de ce groupe.

## Taxonomie[6],[7]
- † Songlingornithidae Hou 1997
  - † Piscivoravis lii Zhou et al. 2013
  - † Songlingornis linghensis Hou 1997 (Crétacé inférieur)
  - † Yixianornis grabaui Zhou & Zhang 2001 (Crétacé inférieur)
  - † Yanornis Zhou & Zhang 2001 [Archaeoraptor Sloan 1999 (nomen nudum) ; Archaeovolans Czerkas & Xu 2002 ; Aberratiodontus Gong, Hou & Wang 2004] (Crétacé inférieur)
    - † Y. martini Zhou & Zhang 2001 [Archaeoraptor liaoningensis Sloan 1999 (nomen nudum) ; Archaeovolans repatriatus Czerkas & Xu 2002 ; Aberratiodontus wui Gong, Hou & Wang 2004]
    - † Y. guozhangi Wang et al. 2013